# Dubiaranea gregalis
Dubiaranea gregalis là một loài nhện trong họ Linyphiidae. Loài này được phát hiện ở Peru.